# Włośniczka tarczowata

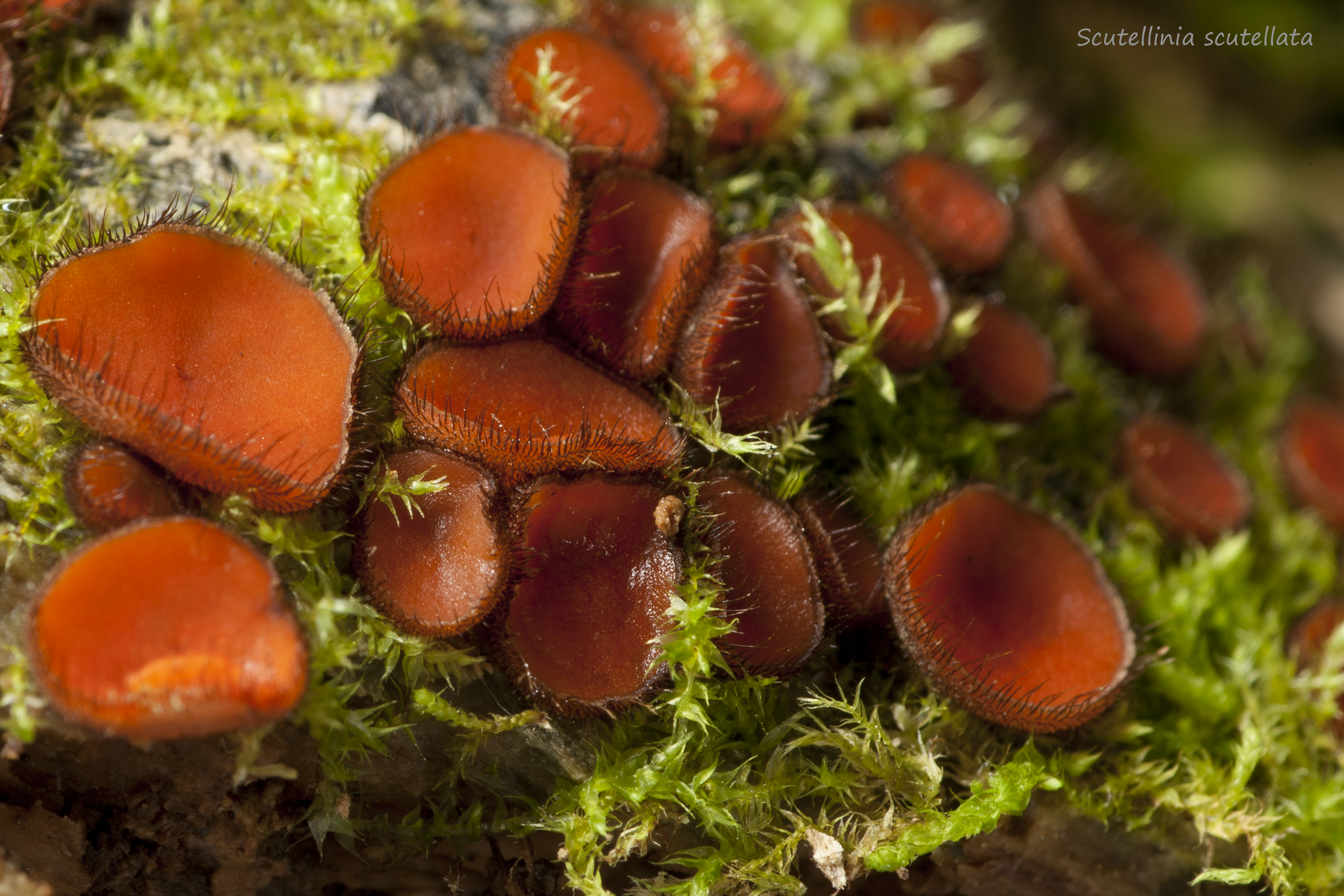
Owocniki wśród mchów

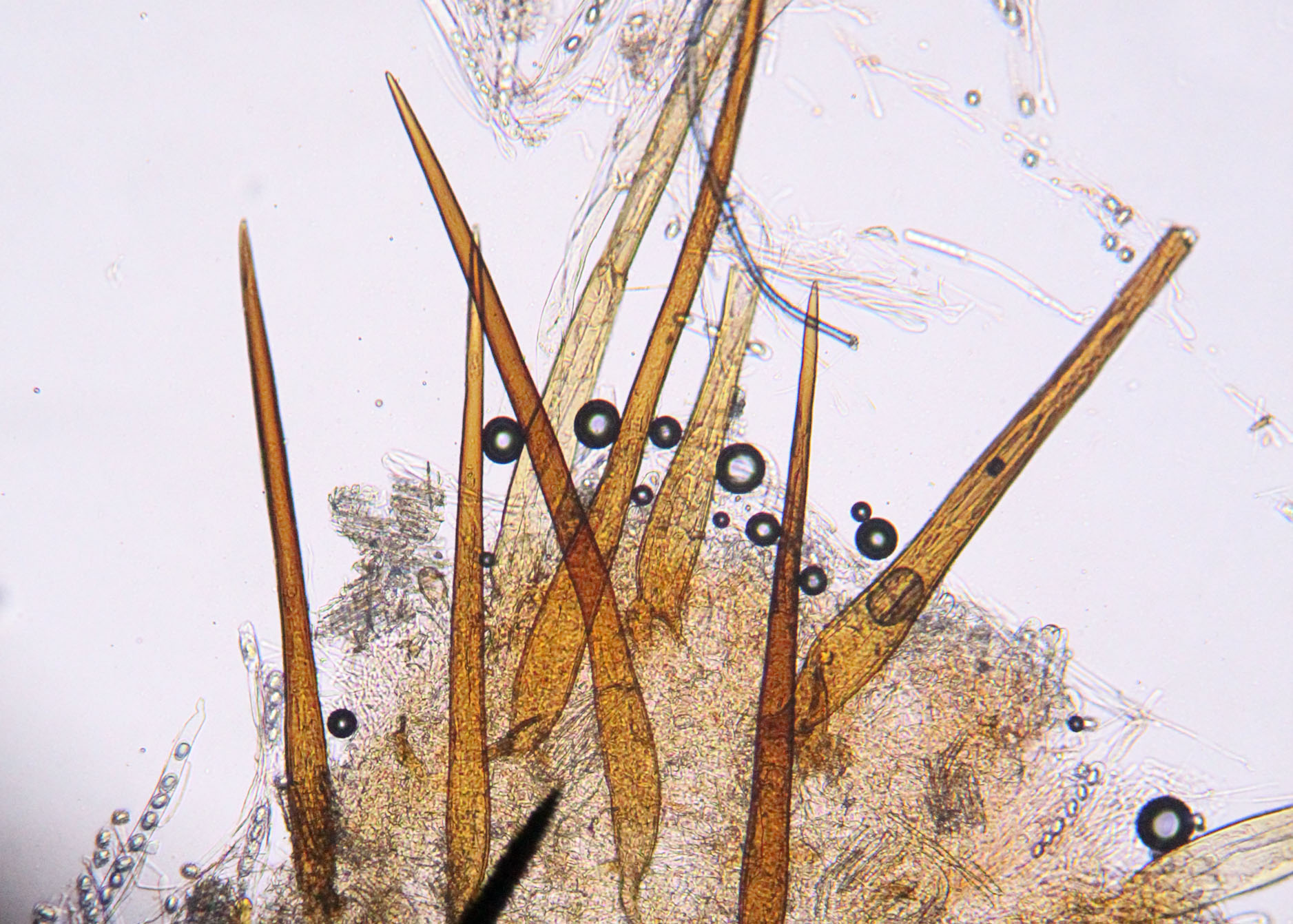
Rzęski pod mikroskopem

Włośniczka tarczowata (Scutellinia scutellata (L.) Lambotte) – gatunek grzybów z rodziny Pyronemataceae.

## Systematyka i nazewnictwo
Pozycja w klasyfikacji według Index Fungorum: Scutellinia, Pyronemataceae, Pezizales, Pezizomycetidae, Pezizomycetes, Pezizomycotina, Ascomycota, Fungi.
Po raz pierwszy takson ten zdiagnozował w 1753 r. Karol Linneusz jako Peziza scutellata, później przez różnych naukowców zaliczany był do różnych rodzajów. Obecnie według Index Fungorum za ważną uznaje się nazwę nadaną w 1887 r. przez Jeana Baptiste Émila Lambotte, który zaliczył ten takson do rodzaju Scutellinia. Synonimów nazwy naukowej ma ponad 20. Niektóre z nich:

- Allophylaria terrigena P. Karst. 1889
- Ciliaria scutellata (L.) Quél. ex Boud. 1885
- Humariella scutellata (L.) J. Schröt. 1893
- Lachnea scutellata (L.) Gillet 1880
- Patella scutellata (L.) Morgan1902
- Peziza aurantiaca Vent.1812
- Peziza scutellata L. 1753

Nazwa polska według M.A. Chmiel.

## Morfologia
Owocnik
Typu apotecjum bez trzonu. Średnica 0,5–1,5 cm. U młodych osobników ma miseczkowaty kształt, u starszych staje się coraz bardziej nieregularny. Górna powierzchnia ma barwę jaskrawo czerwonopomarańczową do czerwonobrązowej i znajduje się na niej hymenium. Dolna powierzchnia jest brązowawa i pokryta brązowoczarnymi, zaostrzonymi i sterczącymi szczecinkami o długości do 1,5 mm. Włoski te wyrastają również na brzegu owocnika, można je dostrzec przez lupę. Miąższ biały, wodnisty, bardzo miękki. Po rozgnieceniu pachnie fiołkami.
Cechy mikroskopowe
Zarodniki eliptyczne, o rozmiarach 17–23 × 10,5–14 μm. Niedojrzałe mają gładką powierzchnię, dojrzałe mają powierzchnię wyraźnie rzeźbioną; posiadają brodawki i łączące je żebra o wysokości do około 1 μm. Wewnątrz znajduje się kilka kropli oleju. Wstawki (parafizy) mają cylindryczny kształt, poprzeczne przegrody i średnicę 6–10 μm.
Gatunki podobne
W Polsce występuje około 30 gatunków włośniczek. Wszystkie są morfologicznie bardzo podobne, jedyną różniącą je cechą, którą można dostrzec bez użycia mikroskopu jest długość rzęsek, nie wystarcza to jednak do rozróżnienia gatunków. Pewne ich rozróżnienie możliwe jest tylko badaniami mikroskopowymi, przy których ważne są: kształt, rozmiary i urzeźbienie powierzchni zarodników oraz budowa podstawy szczecinek i ich długość.

## Występowanie i siedlisko
Występuje na wszystkich kontynentach z wyjątkiem Antarktydy i Afryki, także na wielu wyspach. W Europie północna granica zasięgu sięga po północne wybrzeże Islandii i 69 stopień szerokości geograficznej na Półwyspie Skandynawskim. W Europie Środkowej jest szeroko rozprzestrzeniony i częsty, zwykle owocniki występują w grupach, w Polsce również jest dość pospolity. Występuje w lasach i zaroślach, rośnie na próchniejącym drewnie, na szczątkach roślinnych lub na wilgotnej glebie.

## Znaczenie
Saprotrof. Trwające 6 lat badania nad sukcesją flory grzybów na świeżo ściętych resztkach drzewa topoli kanadyjskiej wykazały, że S. scutellata pojawił się mniej więcej w środkowym okresie zasiedlanie drewna tej topoli przez szereg gatunków grzybów (około 2–4 lat po wycięciu drzew), wraz z takimi grzybami, jak: Ascocoryne sarcoides, Scutellinia cervorum i Ruzenia spermoides. Nie jest grzybem trującym, jednak ze względu na niewielkie rozmiary i znikomą użyteczność zaliczany jest do grzybów niejadalnych.
Mc Knigh opisuje go jako „najbardziej atrakcyjny mały grzyb” i zauważa, że mimo małych rozmiarów jest łatwo dostrzegalny dzięki swojemu jaskrawemu ubarwieniu. Przeprowadzone w 1956 r. badania wykazały, że swoją czerwoną barwę zawdzięcza karotenom (głównie jest to β-karoten), ponadto zawiera niewielką ilość ksantofilu.